# ボス・ベイビー: ビジネスは赤ちゃんにおまかせ!
『ボス・ベイビー: ビジネスは赤ちゃんにおまかせ!』（The Boss Baby: Back in Business）は、ドリームワークス・アニメーションが制作するアメリカのコンピューター・アニメーションのコメディ・ストリーミングテレビシリーズで、マーラ・フレイジーが2010年に発表した絵本『あかちゃん社長がやってきた』を原作とし、2017年の映画『ボス・ベイビー』の後続作品である。
2018年4月6日にNetflixで初放送されたシリーズで、アレック・ボールドウィンに代わってJP・カーリアックがボス・ベイビーの声を担当し、エリック・ベル・ジュニアのみが映画から続投して三つ子を担当、マイルズ・バクシに代わってピアース・ガニォンがティム・テンプルトンを演じている。第4シーズンは2020年11月17日に初放送された。

## あらすじ
第1作と第2作の間を描いたシーズン1では、ボス・ベイビーとティムがベイビー株式会社の世界を駆け巡り、子猫を操るビジネスマンで元獣医のブーツィー・キャリコを新たな敵として阻止する。また、上司であるメガ・ムチムチ・社長・ベイビーはボス・ベイビーを解雇しようとし続ける。結局、キャリコは逮捕され、メガ・ムチムチ・社長・ベイビーはブーツィーと取引して解雇される。
シーズン2では、ボス・ベイビーが新たな敵、フレデリック・エスティスと古代人コンソーシアムに立ち向かう。新しいボス、タートルネックスーパースター社長ベイビーは、ベイビー株式会社の新製品、悪臭を永遠に消すことのできるクチャイクチャイバーイを守る任務をボス・ベイビーに任せる。結局、ボスベイビーは、エスティスとタートルネックスーパースターを倒し、彼女がベイビー株式会社で古代人コンソーシアムのためにスパイ活動をしている老婆であることを明かし、二人は逮捕される。
シーズン3では、ベイビー株式会社に敵が多いのは彼のせいだと取締役会に思われ、ボス・ベイビーが解雇される。ボス・ベイビーは自分の仕事を取り戻すため、改心したメガ・ムチムチ・社長・ベイビーを含む新しいプレイグループの赤ちゃんたちと協力することを決意する。一方、ボス・ベイビーの同僚で友人でもあるステイシーとジンボは、すぐに採用・解雇される複数のCEOに対処している。その後、ボス・ベイビーは、赤ちゃんの安全を守るための製品を作っているが、親が知らないうちに赤ちゃんを不幸にしている会社「ベビラク」の閉鎖を決定する。ボス・ベイビーは、ベビラクのCEOがハッピー・セデングリーであることを知る。ハッピー・セデングリーは以前、赤ちゃんと喋れる人を装い金儲けをしていることをボス・ベイビーに暴かれたペテン師だった。最後に、ボス・ベイビーは、逮捕されたセデングリーを取り下げ、取締役会は、ボス・ベイビーを再雇用する。
シーズン4では、再雇用され、社長に昇進したボス・ベイビーは、世界の赤ちゃん愛を100％獲得することを計画するが、ベイビー株式会社のオフィスを間借りして、ボス・ベイビーに対抗しようと企む新米犬のパピーコ、テレビで活躍中のエキゾチックペットのピグとタム、ベイビー株式会社に本社を買わせてスタジオにしようとするコンサルタントベイビー、ボスベイビーの仕事を狙っているOCBといった新たな課題に直面し始める。一方、親友のダニー・ペトロスキーは、政府に見つかったという偏執的な父親のせいで引っ越しすることになり、ティムは適応していく。大敗を喫していたボス・ベイビーが、ついに3人の敵を全員倒す。ピグ、タム、マリア・マリアは刑務所に、OCBと彼のファンである先代社長は遊び場に、子犬たちは掃除機に囲まれた部屋に、それぞれ行き着くことになる。そしてボス・ベイビーは引退し、ステイシーを社長に昇格させ、ティムはダニーと「ブロ・ジャム」を歌う。ボス・ベイビーが引退すると、彼は自ら進んで普通の赤ちゃんに変身する。シーズン当初、ボス・ベイビーの両親は、彼の成長が見られないことを心配していたからだ。これをきっかけに、ティムはボス・ベイビーと和解し、前に進んで成長しなければならないと考えるようになった。最後にティムは涙を流しながらも、ボス・ベイビーことセオドア・リンジー・テンプルトンに、彼を見守ることを約束する。

## キャスト
| 役名                                     | 声優                                 | 声優         |
| 役名                                     | 原語版                               | 日本語吹替版 |
| ---------------------------------------- | ------------------------------------ | ------------ |
| ボス・ベイビー                           | JP・カーリアック                     | 安原義人     |
| ティム・テンプルトン                     | ピアース・ガニォン                   | 潘めぐみ     |
| テッド・テンプルトン・シニア             | デイビット・W・コリンズ              | 大西健晴     |
| ジャニス・テンプルトン                   | ホープ・レビー                       | 佐々木優子   |
| ジンボ                                   | ケビン・マイケル・リチャードソン     | 落合福嗣     |
| ステイシー                               | アレハンドラ・カザレス               | 鹿野真央     |
| 三つ子                                   | エリック・ベル・Jr                   | 井上ほの花   |
| ブーツィー・キャリコ                     | ジェイク・グリーン                   | 宮本充       |
| ドナルド                                 | ジェイク・グリーン                   |              |
| ジジ                                     | ノーラ・ダン                         | 一城みゆ希   |
| タートルネック・スーパースター           | シンシア・エリヴォ                   | 本田貴子     |
| フレデリック・エスティス                 | ヴィクター・レイダー・ウェクスラー   |              |
| メガ・ムチムチ・社長・ベイビー           | フルーラ・ボルク                     | 内田直哉     |
| ダグ巡査                                 | フルーラ・ボルク                     |              |
| マリソル                                 | サラ・ニコール・ロブルズ             |              |
| マグナス                                 | デイヴィッド・ロッジ                 | 中野裕斗     |
| フランキー                               | アパルナ・ナンチェーラ               | 水田わさび   |
| ダニー・ペトロスキー                     | ジャスティン・フェルビンガー         | 本田貴子     |
| ジーナ                                   | オードリー・フイン                   |              |
| ティナ・ナマシタ                         | オードリー・フイン                   |              |
| OCB                                      | アーシフ・マンドヴィ                 | 滝知史       |
| マリア-マリア                            | カーラ・タッサラ                     | 佐藤亜美菜   |
| スケアリー・スウェアリー                 | ダン・バッケダール                   |              |
| ハッピー・セデングリー                   | リス・ダービー                       |              |
| ワグビー                                 | ジェームズ・パトリック・スチュアート |              |
| ガラガラヘビ                             | ブリジット・エヴァレット             |              |
| マルチ・マルチ・タスク                   | シェリ・オテリ                       |              |
| トラビス・レ・デュック                   | ジョエル・キム・ブースター           |              |
| ドクター・ケビン                         | レジ・デイヴィス                     | 本多新也     |
| エルマノ・メノール                       | エリック・ロペス                     |              |
| マネージャー・ベイビー・ヘンダーショット | ブランドン・スコット                 | 長谷川敦央   |
| マーシャ・クリンクル                     | カリ・ウォールグレン                 | 中村綾       |
| R&Dベイビーシモンズ                      | カリ・ウォールグレン                 | 内海安希子   |

日本語吹替版その他キャスト
- 東内マリ子
- 長野せりな
- 荒井勇樹
- 堀越真己
- 石塚運昇
- 樋浦勉
- 渡辺明乃
- 酒元信行
- アナンド雪
- 樋山雄作
- 大河元気
- 宮本佳那子
- 鷄冠井美智子
- 村松康雄
- 榎あづさ

## スタッフ
- 翻訳 - 首藤千恵、古賀香菜子
- 演出 - 藤本直樹
- 音声 - 白井康之
- 歌唱演出 - 市之瀬洋一
- 日本語版主題歌 - 安西康高、谷藤秀樹
- 制作 - ACクリエイト

## エピソード
| シーズン | シーズン   | 話数       | 話数       | 発売期間       | 発売期間       |
| -------- | ---------- | ---------- | ---------- | -------------- | -------------- |
|          | 1          | 13         | 13         | 2018年4月6日   | 2018年4月6日   |
|          | 2          | 13         | 13         | 2018年10月12日 | 2018年10月12日 |
|          | 3          | 11         | 11         | 2020年3月16日  | 2020年3月16日  |
|          | スペシャル | スペシャル | スペシャル | 2020年9月1日   | 2020年9月1日   |
|          | 4          | 12         | 12         | 2020年11月17日 | 2020年11月17日 |

### シーズン1
| 通算 話数 | シーズン 話数 | タイトル                             | 監督                                           | 脚本                                             | 絵コンテ | 公開日       |
| --------- | ------------- | ------------------------------------ | ---------------------------------------------- | ------------------------------------------------ | --- | ------------ |
| 1         | 1             | "こまったスクーターくん"             | マット・エングストローム                       | ブランドン・ソーヤー                             | スコット・クーパー、スティーブ・クーパー、クリスト・スタンボリエフ                                                                 | 2018年4月6日 |
| 2         | 2             | "送りこまれた敵"                     | ピート・ジェイコブス                           | ブランドン・ソーヤー                             | マンディ・クロットワージー、スティーブ・クーパー、ベン・マクラフリン                                                               | 2018年4月6日 |
| 3         | 3             | "お楽しみナイトはニャンダフル"       | マット・エングストロム、アラン・ジェイコブセン | JDライズナー                                     | ゼウス・サーバス、スコット・クーパー、グレン・ハーモン、ブライアン・ハットフィールド、トレバー・タンボリン、オノ・ケンジ           | 2018年4月6日 |
| 4         | 4             | "デッカー。ムーンブーツの事件簿"     | アラン・ジェイコブセン                         | サム・チェリントン                               | スコット・クーパー、オノ・ケンジ、グレッグ・レイセンズ、ポール・スカルラータ                                                       | 2018年4月6日 |
| 5         | 5             | "ナンバーワン・ベイビーは誰？"       | ピート・ジェイコブス                           | アレクサンドラ・デカス、メラニー・キルシュバウム | マンディ・クロスワージー、ベン・マクラフリン                                                                                       | 2018年4月6日 |
| 6         | 6             | "ボスはふんづまり"                   | クリスト・スタンボリエフ                       | サム・チェリントン                               | イアン・アバンド、ウォルフ・リュディガー・ブロス、ポール・コーエン、フレッド・ゴンザレス、ハワード・ペリー、ロッセン・ヴァルバノフ | 2018年4月6日 |
| 7         | 7             | "スーパーベイビーシッター・マリソル" | アラン・ジェイコブセン                         | アレクサンドラ・デカス、メラニー・キルシュバウム | クレイトン・クリストマン、ブライアン・ハットフィールド、アリエル・ローゼンスタイン                                                 | 2018年4月6日 |
| 8         | 8             | "怪しいご近所さん"                   | ピート・ジェイコブス                           | アレクサンドラ・デカス、メラニー・キルシュバウム | ジェローム・コー、ベン・マクラフリン                                                                                               | 2018年4月6日 |
| 9         | 9             | "ハッピー会社大好きデー"             | クリスト・スタンボリエフ                       | サム・チェリントン                               | ウルフ＝リュディガー・ブロス、フレッド・ゴンザレス                                                                                 | 2018年4月6日 |
| 10        | 10            | "アテンション・プリーズ"             | クリスト・スタンボリエフ                       | ブランドン・ソーヤー                             | ポール・カニンガム、フレッド・ゴンザレス、ブライアン・ハットフィールド、ジョン・マグラム                                           | 2018年4月6日 |
| 11        | 11            | "ボス・ベイビー流交渉術"             | ピート・ジェイコブス                           | JDライズナー                                     | マンディ・クロットワージー、ベン・マクラフリン                                                                                     | 2018年4月6日 |
| 12        | 12            | "メガ・ムチムチ・親友・ベイビー"     | アラン・ジェイコブセン                         | JDライズナー                                     | ポール・カニンガム、アリエル・ローゼンスタイン                                                                                     | 2018年4月6日 |
| 13        | 13            | "赤ちゃんVS6匹の猫"                  | クリスト・スタンボリエフ                       | ブランドン・ソーヤー                             | ウルフ＝リュディガー・ブロス、フレッド・ゴンザレス                                                                                 | 2018年4月6日 |

### シーズン2
| 通算 話数 | シーズン 話数 | タイトル                     | 監督                     | 脚本                                             | 絵コンテ                                                         | 公開日         |
| --------- | ------------- | ---------------------------- | ------------------------ | ------------------------------------------------ | ---------------------------------------------------------------- | -------------- |
| 14        | 1             | "クチャイクチャイバーイ"     | ピート・ジェイコブス     | サム・チェリントン                               | ジェローム・コー、ベン・マクラフリン                             | 2018年10月12日 |
| 15        | 2             | "ビッグ・キッズ株式会社"     | アラン・ジェイコブセン   | アレクサンドラ・デカス、メラニー・キルシュバウム | ポール・カニンガム、ブライアン・ハットフィールド、ロブ・ポーター | 2018年10月12日 |
| 16        | 3             | "くさいベイビーのリベンジ"   | クリスト・スタンボリエフ | JDライズナー                                     | フレッド・ゴンザレス、ウルフ＝リュディガー・ブロス               | 2018年10月12日 |
| 17        | 4             | "お話し会を取りもどせ"       | ピート・ジェイコブス     | ブランドン・ソーヤー                             | ジェローム・コー、ベン・マクラフリン                             | 2018年10月12日 |
| 18        | 5             | "ゲロゲロドンとパグ犬バグ"   | アラン・ジェイコブセン   | サム・チェリントン                               | ポール・カニンガム、ブライアン・ハットフィールド                 | 2018年10月12日 |
| 19        | 6             | "「ボス・ベイビーを追え！」" | クリスト・スタンボリエフ | ブランドン・ソーヤー                             | ウルフ＝リュディガー・ブロス、フレッド・ゴンザレス               | 2018年10月12日 |
| 20        | 7             | "ベビーシッターを取りもどせ" | ピート・ジェイコブス     | アレクサンドラ・デカス、メラニー・キルシュバウム | ジェローム・コー、ベン・マクラフリン                             | 2018年10月12日 |
| 21        | 8             | "ベイビー、君たちならできる" | アラン・ジェイコブセン   | ミーガン・アトキンソン                           | ポール・カニンガム、ブライアン・ハットフィールド                 | 2018年10月12日 |
| 22        | 9             | "素っ裸天才ベイビー爆誕"     | ピート・ジェイコブス     | JDライズナー                                     | ベン・マクラフリン、スティーブ・トレンバース                     | 2018年10月12日 |
| 23        | 10            | "「男の週末リターンズ」"     | クリスト・スタンボリエフ | サム・チェリントン                               | フレッド・ゴンザレス、ウルフ＝リュディガー・ブロス               | 2018年10月12日 |
| 24        | 11            | "「悪魔のピアノレッスン」"   | アラン・ジェイコブセン   | アレクサンドラ・デカス、メラニー・キルシュバウム | ポール・カニンガム、ブライアン・ハットフィールド                 | 2018年10月12日 |
| 25        | 12            | "クサクサ・バトルロワイヤル" | ピート・ジェイコブス     | サム・チェリントン                               | ベン・マクラフリン、スティーブ・トレンバース                     | 2018年10月12日 |
| 26        | 13            | "シワシワ&クサクサベイビー"  | クリスト・スタンボリエフ | JDライズナー                                     | ウルフ＝リュディガー・ブロス、フレッド・ゴンザレス               | 2018年10月12日 |

### シーズン3
| 通算 話数 | シーズン 話数 | タイトル                         | 監督                   | 脚本                                           | 絵コンテ                                                                 | 公開日        |
| --------- | ------------- | -------------------------------- | ---------------------- | ---------------------------------------------- | ------------------------------------------------------------------------ | ------------- |
| 27        | 1             | "育児ロボ ワグビィ"              | ダン・フォルジオン     | ブランドン・ソーヤー                           | マット・エングストローム、ダン・フォルジオン、クリスト・スタンボリエフ   | 2020年3月16日 |
| 28        | 2             | "新現場チーム出勤"               | マット・ウィットロック | タナー・タナンバウム                           | フレッド・ゴンザレス、ホイットニー・マーティン、マット・ウィットロック   | 2020年3月16日 |
| 29        | 3             | "赤ちゃんと話す男"               | ピート・ジェイコブス   | JDライズナー                                   | フェデリコ・フェラーリ、ダーウィン・タン、ピート・ヨン                   | 2020年3月16日 |
| 30        | 4             | "社員研修"                       | ダン・フォルジオン     | サラ・ケイティン、ナキア・トローワー・シュマン | ポール・カニンガム、ジェイソン・ドーフ、ディラン・ホールデン             | 2020年3月16日 |
| 31        | 5             | "組織図をつくろう"               | ピート・ジェイコブス   | タナー・タナンバウム                           | フェデリコ・フェラーリ、ダーウィン・タン、ジェネラル・オカンポ           | 2020年3月16日 |
| 32        | 6             | "ケビン先生はジョークがお好き"   | マット・ウィットロック | ブランドン・ソーヤー                           | ライネル・フォレストール、フレッド・ゴンザレス、ホイットニー・マーティン | 2020年3月16日 |
| 33        | 7             | "クリンクル家から逃げ出せ！"     | ダン・フォルジオン     | JDライズナー                                   | ポール・カニンガム、ジェイソン・ドーフ、ディラン・ホールデン             | 2020年3月16日 |
| 34        | 8             | "ワンコパーティー"               | ピート・ジェイコブス   | タナー・タナンバウム                           | フェデリコ・フェラーリ、ダーウィン・タン、ジェネラル・オカンポ           | 2020年3月16日 |
| 35        | 9             | "メガ・ムチムチ・お利口ベイビー" | マット・ウィットロック | JDライズナー                                   | ライネル・フォレストール、フレッド・ゴンザレス、ホイットニー・マーティン | 2020年3月16日 |
| 36        | 10            | "ハロウィーン"                   | マット・ウィットロック | サラ・ケイティン、ナキア・トローワー・シュマン | ライネル・フォレストール、フレッド・ゴンザレス、ホイットニー・マーティン | 2020年3月16日 |
| 37        | 11            | "お利口ベイビーはだれ？"         | ダン・フォルジオン     | ブランドン・ソーヤー                           | ポール・カニンガム、ジェイソン・ドーフ、ディラン・ホールデン             | 2020年3月16日 |

### スペシャル
| タイトル                                   | 監督                                                             | 脚本 | 絵コンテ | 公開日       |
| ------------------------------------------ | ---------------------------------------------------------------- | --- | --- | ------------ |
| "ボス・ベイビー: ベイビー株式会社を救え！" | ダン・フォルジオン、ピート・ジェイコブス、マット・ウィットロック | サラ・ケイティン、ナキア・トローワー・シュマン、JDライズナー、ブランドン・ソーヤー、タナー・タナンバウム | ポール・カニンガム、ジェイソン・ドルフ、フェデリコ・フェラーリ、ライネル・フォレストール、フレッド・ゴンザレス、ディラン・ホールデン、ホイットニー・マーティン、ジェネラル・オカンポ、ダーウィン・タン | 2020年9月1日 |

### シーズン4
| 通算 話数 | シーズン 話数 | タイトル                         | 監督                   | 脚本                                           | Storyboarded by                                                                | 公開日         |
| --------- | ------------- | -------------------------------- | ---------------------- | ---------------------------------------------- | ------------------------------------------------------------------------------ | -------------- |
| 38        | 1             | "仕事も家庭も100パーセント"      | ピート・ジェイコブス   | ブランドン・ソーヤー                           | デレク・ムーア、ジェネレーション・オカンポ、ダーウィン・タン                   | 2020年11月17日 |
| 39        | 2             | "新たなライバル"                 | ダン・フォルジオン     | サラ・ケイティン、ナキア・トローワー・シュマン | ポール・カニンガム、ジェイソン・ドーフ、ディラン・ホールデン                   | 2020年11月17日 |
| 40        | 3             | "悪夢のテンプルトン兄弟"         | マット・ウィットロック | タナー・タナンバウム                           | ライネル・フォレストール、フレッド・ゴンザレス、ホイットニー・マーティン       | 2020年11月17日 |
| 41        | 4             | "天才ダニーの素晴らしいアイデア" | ピート・ジェイコブス   | JDライズナー                                   | ジェネラル・オカンポ、デレク・ムーア、ダーウィン・タン                         | 2020年11月17日 |
| 42        | 5             | "テンプルトン家の長い夜"         | ダン・フォルジオン     | サラ・ケイティン、ナキア・トローワー・シュマン | ポール・カニンガム、ジェイソン・ドーフ、ディラン・ホールデン                   | 2020年11月17日 |
| 43        | 6             | "コンサル・ベイビーOCB"          | マット・ウィットロック | タナー・タナンバウム                           | ライネル・フォレストール、フレッド・ゴンザレス、ホイットニー・マーティン       | 2020年11月17日 |
| 44        | 7             | "大人会社ベイビー"               | ピート・ジェイコブス   | JDライズナー                                   | トニー・ラベット、デレク・ムーア、ジェネレーション・オカンポ、ダーウィン・タン | 2020年11月17日 |
| 45        | 8             | "ベイビーになったボス・ベイビー" | マット・ウィットロック | サラ・ケイティン、ナキア・トローワー・シュマン | ライネル・フォレストール、フレッド・ゴンザレス、ホイットニー・マーティン       | 2020年11月17日 |
| 46        | 9             | "ドカーンだ、ベイビー"           | ダン・フォルジオン     | フィル・バインダー                             | ポール・カニンガム、ジェイソン・ドーフ、ディラン・ホールデン                   | 2020年11月17日 |
| 47        | 10            | "消えたアメフトマイク"           | ピート・ジェイコブス   | タナー・タナンバウム                           | フェデリコ・フェラーリ、トニー・ロヴェット、ダーウィン・タン                   | 2020年11月17日 |
| 48        | 11            | "帰ろう！ベイビー株式会社へ"     | ダン・フォルジオン     | JDライズナー                                   | ポール・カニンガム、ジェイソン・ドーフ、ディラン・ホールデン                   | 2020年11月17日 |
| 49        | 12            | "セオドア100％"                  | マット・ウィットロック | ブランドン・ソーヤー                           | ライネル・フォレストール、フレッド・ゴンザレス、ホイットニー・マーティン       | 2020年11月17日 |

## 放送・配信
本シリーズは、2018年4月6日にアメリカのNetflixで第1シーズンが初公開された。第2シーズンは2018年10月12日にリリースされた。第3シーズンは2020年3月16日に発売された。2020年9月1日に「ボス・ベイビー: ベイビー株式会社を救え！」と題したスペシャルを公開した。第4シーズンは2020年11月17日に発売された。
日本では、NHK Eテレにて2019年10月6日から2020年3月29日まで『アニメ ボス・ベイビー シーズン1』としてシーズン1とシーズン2が放送された。
| NHK Eテレ 日曜 19:00 - 19:25 枠                                                  | NHK Eテレ 日曜 19:00 - 19:25 枠                            | NHK Eテレ 日曜 19:00 - 19:25 枠                                                  |
| 前番組                                                                           | 番組名                                                     | 次番組                                                                           |
| -------------------------------------------------------------------------------- | ---------------------------------------------------------- | -------------------------------------------------------------------------------- |
| ピアノの森 ※再放送                                                               | ボス・ベイビー シーズン1 （2019年10月6日 - 2020年3月29日） | もっと!まじめにふまじめ かいけつゾロリ（第1シリーズ） （2020年4月5日 - 11月8日） |
| NHK Eテレ 水曜 19:00 - 19:25 枠                                                  |                                                            |                                                                                  |
| もっと!まじめにふまじめ かいけつゾロリ（第3シリーズ） （2022年4月6日 - 9月21日） | ボス・ベイビー シーズン2 （2022年10月5日 - 2023年3月15日） | スマーフ シーズン2 （2023年4月5日 - ）                                           |

## 受賞歴
| 年   | 賞                           | カテゴリー                     | 結果       | 脚注  |
| ---- | ---------------------------- | ------------------------------ | ---------- | ----- |
| 2019 | キッズ・スクリーン・アワード | 新シリーズ賞                   | ノミネート | [ 8 ] |
| 2019 | キッズ・スクリーン・アワード | アニメシリーズ賞               | ノミネート | [ 8 ] |
| 2019 | キッズ・チョイス・アワード   | フェイバリットカートゥーン賞   | ノミネート | [ 9 ] |
| 2021 | キッズ・チョイス・アワード   | フェイバリットアニメシリーズ賞 | ノミネート | [ 9 ] |